# Gare de Bois-d'Oingt - Légny
La gare de Bois-d'Oingt - Légny est une gare ferroviaire française située sur le territoire de la commune de Légny et à proximité du Bois-d'Oingt dans le département du Rhône et la région Auvergne-Rhône-Alpes.
C'est une halte voyageurs de la Société nationale des chemins de fer français (SNCF) desservie par des trains régionaux  TER Auvergne-Rhône-Alpes.

## Situation ferroviaire
Établie à 246 mètres d'altitude, la gare de Bois-d'Oingt - Légny est située au point kilométrique (PK) 85,034 de la ligne de Paray-le-Monial à Givors-Canal, entre les gares ouvertes de Chamelet et de Chessy.

## Service des voyageurs

### Accueil
Halte SNCF, c'est un point d'arrêt non géré (PANG) à entrée libre.

### Desserte
Bois-d'Oingt - Légny est desservie par des trains régionaux du réseau TER Auvergne-Rhône-Alpes de la relation Paray-le-Monial - Lyon-Perrache.

### Intermodalité
Un parc pour les vélos et un parking pour les véhicules y sont aménagés.